# 孔頓山
67°53′S 48°38′E / 67.883°S 48.633°E
孔頓山（英語：Condon Hills）是南極洲的山峰，位於恩德比地，處於雷納冰川東岸，海拔高度840米，該山峰在1956至1957年由澳大利亞的探險隊發現，以該國礦產資源部副部長命名。